# Achillea clypeolata
Achillea clypeolata és una planta herbàcia perennifòlia de la família de les compostes o Asteràcies i és endèmica de Bulgària i Romania.

## Descripció
Planta herbàcia de tiges erectes, fa una alçada entre 45 a 60 cm i d'amplada uns 60 cm. Les fulles són pinnatífides, llargues, blanquinoses tirant a platejades. Les seves fulles són persistents, però si el fred és molt rigorós, són caduques. Forma petites flors de color groc daurat agrupades en corimbes de 5 a 7 cm de diàmetre. És una planta aromàtica.

## Hàbitat i ecologia
Aquesta herba perenne creix en prats secs al llarg de carreteres i en pastures arbustives entre els 150 i 500 msnm.

## Àrea de distribució
Aquesta espècie és endèmica de Bulgària i Romania. A Bulgària, es coneix des de la plana Tràcia i hi ha dades antigues per al país muntanyós de Tundza. Només hi ha una localitat coneguda recentment. L'àrea d'ocupació és inferior a 10 km² i aquesta població té entre 3.000 a 4.000 individus, però la seva tendència és desconeguda. La principal amenaça és la manca de maneig de l'hàbitat, eixamplament de la carretera on es troba la població i la intensificació del trànsit, i l'agricultura intensiva i potencialment el desenvolupament d'infraestructura; per tant, a Bulgària, es classifica com en perill crític. No hi ha informació sobre el nombre de subpoblacions, la seva mida i tendència o les possibles amenaces disponibles per a Romania. Per tant, aquesta espècie està classificada com a Espècie amb dades insuficients.